# Siegel Nebraskas
Das Siegel des US-Bundesstaates Nebraska wurde im Jahr 1867 eingeführt.

## Beschreibung
Durch den Hintergrund fährt ein Zug mit Dampflokomotive, dahinter sind Berge sichtbar.
Ein Dampfer pflügt durch die Wasser des Missouri. Eine einfache Blockhütte und geerntete Weizenbündel illustrieren die Bedeutung der Siedler und der Landwirtschaft.
Im Vordergrund arbeitet ein Schmied an seinem Amboss. 
An der Spitze des Siegels trägt ein Banner das englische Motto:
„Equality Before the Law“
(Gleichheit vor dem Gesetz)
Der äußere Ring des Siegels enthält den Text „Great Seal of the State of Nebraska, March 1st, 1867“.

Flagge Nebraskas

Das Siegel findet sich auch im Zentrum der Flagge Nebraskas.